# Mistrzostwa Panamerykańskie w Judo 1984
Mistrzostwa panamerykańskie odbywały się w dniu 26 kwietnia 1984 roku w Meksyku. W tabeli medalowej tryumfowali judocy z Kuby.

## Klasyfikacja medalowa
Gospodarz zawodów został zaznaczony kolorem.
| Miejsce | Państwo           |    |    |    | Razem |
| ------- | ----------------- | -- | -- | -- | ----- |
| 1       | Kuba              | 5  | 2  | 4  | 11    |
| 2       | Brazylia          | 4  | 4  | 5  | 13    |
| 3       | Wenezuela         | 3  | 0  | 1  | 4     |
| 4       | Kanada            | 1  | 3  | 6  | 10    |
| 5       | Portoryko         | 1  | 1  | 1  | 3     |
| 6       | Meksyk            | 1  | 0  | 3  | 4     |
| 7       | Stany Zjednoczone | 0  | 4  | 4  | 8     |
| 8       | Argentyna         | 0  | 1  | 0  | 1     |
| 9       | Chile             | 0  | 0  | 1  | 1     |
| .       | Peru              | 0  | 0  | 1  | 1     |
| Razem   | Razem             | 15 | 15 | 26 | 56    |

## Medaliści

### Mężczyźni
| Konkurencja: | Złoto:                  | Srebro:        | Brąz:                             |
| −60 kg       | Luiz Shinohara          | José Rodríguez | Hugo Vilchis Kevin Asano          |
| −65 kg       | Gerardo Padilla         | Sérgio Sano    | Joe Marshall Luis Navia Hernández |
| −71 kg       | Wilfredo Scull Castillo | Alain Legal    | Federico Vizcarra Luiz Onmura     |
| −78 kg       | Juan Ferrer             | José Strático  | Rogério dos Santos Eduardo Serna  |
| −86 kg       | Wálter Carmona          | Brian Germain  | Esteban Méndez Lazo Kent Griffin  |
| −95 kg       | Isaac Azcuy             | Douglas Vieira | James Hendrik Fernando Ferreyros  |
| ponad 95 kg  | Frederico Flexa         | Frank Moreno   | Shawn Gibbons                     |

### Kobiety
| Konkurencja: | Złoto:            | Srebro:                 | Brąz:                                     |
| −48 kg       | María Villapol    | Inéz Nazareth           | María González Tina Takahashi             |
| −52 kg       | Cecilia Alacán    | Aartje Vroegh-Sheffield | Solange de Almeida Diana Martínez         |
| −56 kg       | Inés Darón        | Maureen Randolph        | Karen Sheffield                           |
| −61 kg       | Natasha Hernández | Cindy Sovljanski        | Cecilia Hernández Llerena Susan Ulrich    |
| −66 kg       | Miriam Correia    | Sandra Greaves          | Patricia Taylor Cecilia Caballero Navarro |
| −72 kg       | Nancy Filteau     | Nilda Espinosa          | Helena Guimarães                          |
| ponad 72 kg  | Allison Henry     | Nilmari Santini         | Andre Soria                               |
| −Open        | Nilmari Santini   | Heidi Bauersachs        | Sandra Leisle Allison Henry               |